# Larysa Varona
Larysa Varona, aussi connue sous le nom de Larisa Varona, née le 22 janvier 1983 à Kroupki, est une skieuse de fond, biathlète et rameuse biélorusse. Elle représente la Biélorussie aux Jeux paralympiques lors de 4 Jeux paralympiques d'hiver dans les épreuves de ski de fond et de biathlon (2006, 2010, 2014 et 2018) et dans une seule épreuve paralympique d'été lors des Jeux paralympiques d'été de 2012 en épreuve d'aviron.

## Biographie
Larysa Varona est née avec une déficience locomotrice le 22 janvier 1983. Elle commence à skier à l'âge de onze ans.

### Carrière
Elle fait ses débuts paralympiques pour la Biélorussie aux Jeux paralympiques d'hiver de 2006 à l'âge de 23 ans et réussit à remporter une médaille d'argent lors de sa première épreuve paralympique en ski de fond féminin au relais 3×2,5 kilomètres, devenant ainsi la plus jeune médaillée de la Biélorussie aux Jeux paralympiques d'hiver. Larysa Varona participe également aux Jeux paralympiques d'hiver de 2010, remportant 2 médailles de bronze dans les épreuves féminines de ski de fond au relais 3x2,5 kilomètres et de ski de fond féminin 5 kilomètres. Elle participe également aux Jeux paralympiques d'hiver de 2014 mais ne remporte aucune médaille durant la compétition.
Larysa Varona participe également à des compétitions internationales d'aviron et a l'occasion de représenter la Biélorussie aux Jeux paralympiques d'été de 2012.